# Męskie sprawy
Męskie sprawy – polski film historyczny z 1988 roku, którego akcja toczy się w miesiącach poprzedzających wybuch powstania wielkopolskiego. Film kręcono w Polsce i Czechach. Część zdjęć powstała w Czeskim Krumlovie.

## Obsada
- Karolina Czernicka – Gundzia Turowska
- Jerzy Bińczycki – Józef Turowski
- Maciej Robakiewicz – Maks, bratanek Józefa
- Dorota Stalińska – prostytutka Róża
- Krzysztof Kowalewski – Kazimierz Klinger
- Krzysztof Zaleski – Zbigniew Klinger, brat Kazimierza
- Henryk Bista – Horst Meisel
- Bronisław Pawlik – Magówka
- Zdzisław Wardejn – żołnierz Rudi
- Aleksander Kalinowski

## Fabuła
Akcja dzieje się w listopadzie i grudniu 1918 r. niedaleko Poznania. Narratorką we wstępie filmu jest 10-letnia dziewczynka z rodu Turowskich - Gundzia. Pielęgnuje ona rodzinne tradycje, opiekuje grobem babci Pelagii oraz opowiada losy swoich przodków począwszy od XVIII wieku, przez czasy powstania kościuszkowskiego, listopadowego oraz ucieczkę rodziny w Poznańskie. Rolę kolejnych przodków Turowskich - rodziny o starych tradycjach patriotycznych walczących o wolność - wcielił się Jerzy Bińczycki.
W chwili gdy dzieje się akcja filmu, Józef Turowski jest właścicielem dobrze prosperującego browaru pod Poznaniem, prawdopodobnie w Mosinie. Do browaru trafia dezerter z armii pruskiej, ranny w nogę kuzyn Turowskiego - Maks. Turowski opatruje go, ukrywa i gości w swym domu. Kuzyn chce jechać do Poznania, gdzie szykuje się powstanie i krytykuje wuja za bierność i dbałość o browar. Młodzi chłopcy z miasteczka także bardzo pragną walczyć, wypisują polskie hasła na ścianach budynków i planują akcję zdobycia koszar niemieckich. Józef Turowski chce spokojnie czekać na postanowienia konferencji pokojowej. Wspiera on Gimnastyczne Towarzystwo Sokół, które legalnie działa od 30 lat pod zaborem pruskim.
Młodzi zdobywają broń, a gdy jeden z nich ginie postanawiają wyruszyć do walki, bo w Poznaniu trwa już powstanie. Gdy ginie także wnuk Turowskiego - Zyga - dziadek przyłącza się do szturmu koszar. W trakcie zwycięskiej akcji Turowski ginie.
Po śmierci właściciela browaru chcą go od spadkobierczyni, wnuczki Turowskiej odkupić Klingerowie, jednak Gundzia odmawia.

## Oprawa muzyczna
Pieśń z czołówki filmu "Taki kraj" wykonuje Ludmiła Warzecha. Autorem słów jest Jan Pietrzak, który włączył tę piosenkę do swojego repertuaru. Piosenkę rozsławiła Marta Bizoń, śpiewając ją w telewizyjnym recitalu jej kompozytora Zbigniewa Raja w krakowskiej Piwnicy pod Baranami.